# Martin Šindelář

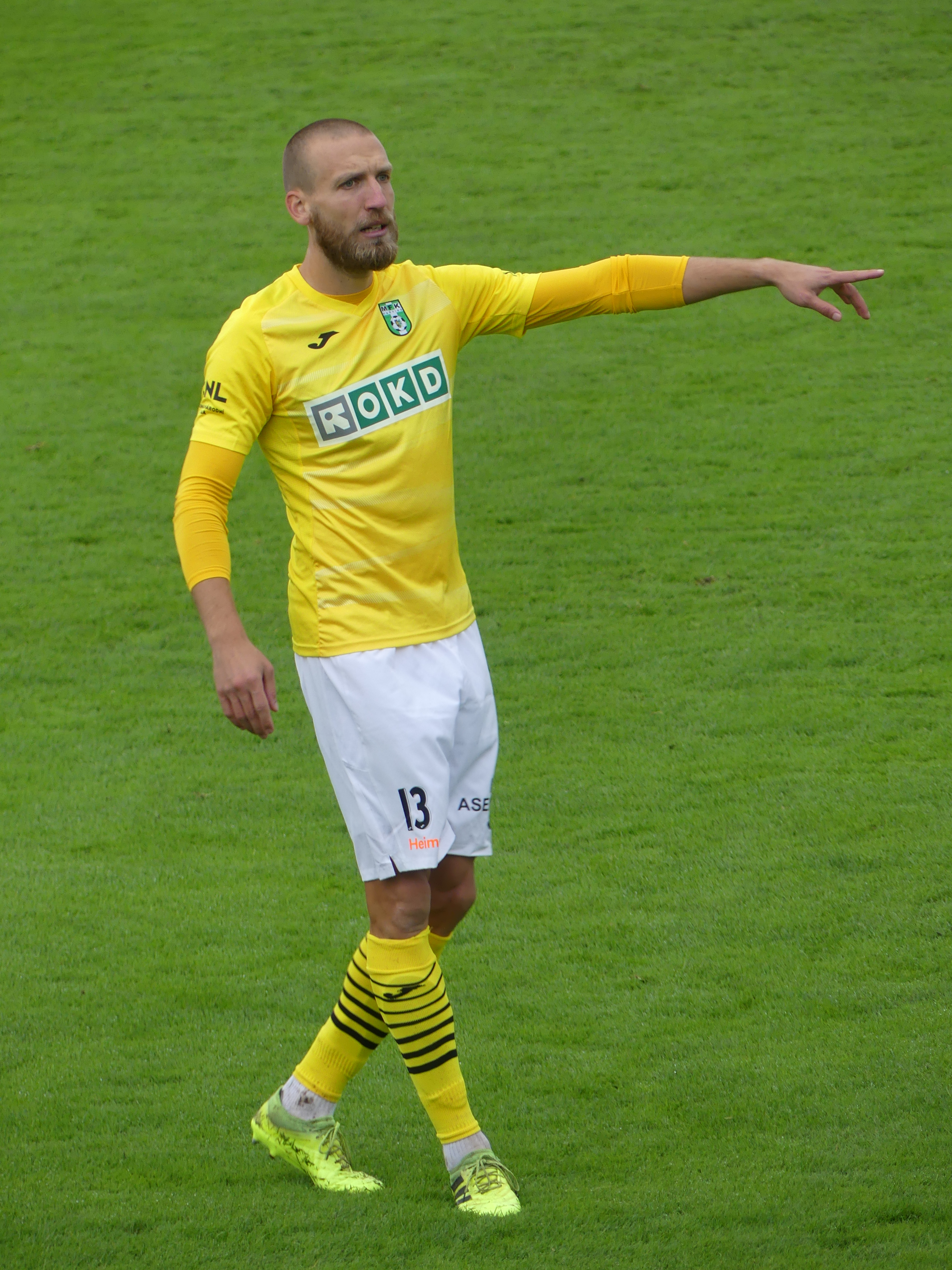
Martin Šindelář v dresu MFK Karviná v utkání s MFK Chrudim (r. 2022)

Martin Šindelář (* 22. ledna 1991) je český fotbalový obránce, od ledna 2023 hrající za slovenský druholigový celek FC Košice. Jeho otec Radek Šindelář je bývalým prvoligovým fotbalistou.